# Comuna Horobivka, Bilopillea
Horobivka (în ucraineană Горобівка) este o comună în raionul Bilopillea, regiunea Sumî, Ucraina, formată din satele Bezsokîrne, Bilovîșneve, Horobivka (reședința), Maksîmivșciîna, Omelcenkî și Zaricine.

## Demografie
Componența lingvistică a comunei Horobivka
     Ucraineană (95,87%)
     Rusă (2,64%)
     Alte limbi (0,5%)
Conform recensământului din 2001, majoritatea populației comunei Horobivka era vorbitoare de ucraineană (95,87%), existând în minoritate și vorbitori de rusă (2,64%).